# Băiceni (okręg Botoszany)
Băiceni – wieś w Rumunii, w okręgu Botoszany, w gminie Curtești. W 2011 roku liczyła 876 mieszkańców.